# Strada europea E577
La strada europea E577 è una strada europea che collega Ploiești a Buzău. Come si evince dalla numerazione, si tratta di una strada di classe B posta nell'area delimitata a nord dalla E50, a sud dalla E60, ad ovest dalla E75 e ad est dalla E85.

## Percorso
La E576 è definita con i seguenti capisaldi di itinerario: "Ploiești - Buzău".